# Serie B 1937/1938
Soutěžní ročník Serie B 1937/1938 byl 9. ročník druhé nejvyšší italské fotbalové ligy. Konal se od 12. září 1937 do 19. června 1938. Soutěž skončila společným vítězstvím Novary a Modenou, které si zajistilo postup do nejvyšší ligy.
Nejlepším střelcem se stal italský hráč Otello Torri (Novara), který vstřelil 25 branek.

## Události
Opět se změnil počet účastníků. Ze 16 klubů bylo o jednoho více, protože ze 3. ligy postoupilo pět klubů: Anconitana-Bianchi, Padova, Sanremese, Taranto a Vigevano. Z nejvyšší ligy byly přiřazeny kluby Novara a Alessandria. Klub Palermo si na nátlak fašistické strany musel změnit klubové barvy na žlutou a červenou.
Po celou sezonu se ve vedení v tabulce střídaly kluby co sestoupily z nejvyšší ligy. jenže Alessandria v posledních kole prohrála v Novaře a její pronásledovatel Modena oba kluby bodově dohnal. Všechny tři kluby měly shodný počet bodů a musela se hrát dodatečná utkání. Oba své zápasy prohrála Alessandria a tak postup do nejvyšší ligy si zajistila Novara i Modena. Poslední čtyři kluby Brescia, Cremonese, Taranto a Messina sestoupily do 3. ligy.

## Účastníci
| Klub               | Město       | Stadion                               | Trenér                                                               | Minulá sezona                    |
| ------------------ | ----------- | ------------------------------------- | -------------------------------------------------------------------- | -------------------------------- |
| Alessandria        | Alessandria | Campo del Littorio                    | Karl Stürmer (1.–13. kolo) Elvio Banchero                            | 15. místo v Serii A (sestup)     |
| Anconitana-Bianchi | Ancona      | Campo del Littorio                    | Rudolf Soutschek (1.–?. kolo) Renato Cattaneo                        | 1. místo ve skupině D ve 3. lize |
| Benátky            | Benátky     | Stadio Pier Luigi Penzo               | Károly Csapkay (1.–?. kolo) Giovanni Battista Rebuffo                | 12. místo v Serii B              |
| Brescia            | Brescia     | Stadium di viale Piave                | Mariano Tansini                                                      | 7. místo v Serii B               |
| Cremonese          | Cremona     | Stadio Polisportivo Roberto Farinacci | Cesare Cassanelli (1.–?. kolo) Italo Defendi                         | 5. místo v Serii B               |
| Messina            | Messina     | Stadio Gazzi                          | Cesare Migliorini (1.–8. kolo) Ferenc Plemich                        | 10. místo v Serii B              |
| Modena             | Modena      | Stadio Cesare Marzari                 | János Nehadoma                                                       | 3. místo v Serii B               |
| Novara             | Novara      | Stadio del Littorio                   | Enrico Patti                                                         | 16. místo v Serii A (sestup)     |
| Padova             | Padova      | Stadio Silvio Appiani                 | Wilmas Wilhelm                                                       | 1. místo ve skupině A ve 3. lize |
| Palermo            | Palermo     | Stadio Michele Marrone                | Árpád Hajós                                                          | 7. místo v Serii B               |
| Pisa               | Pisa        | Campo del Littorio                    | József Ging                                                          | 5. místo v Serii B               |
| Pro Vercelli       | Vercelli    | Stadio Leonida Robbiano               | Ivo Fiorentini                                                       | 10. místo v Serii B              |
| Sanremese          | Sanremo     | Stadio Polisportivo del Littorio      | József Wereb (1.–?. kolo) Filippo Pascucci (?.–?. kolo) József Wereb | 1. místo ve skupině C ve 3. lize |
| Spezia             | La Spezia   | Stadio Alberto Picco                  | Guido Gianfardoni                                                    | 4. místo v Serii B               |
| Taranto            | Taranto     | Stadio del Littorio                   | Géza Kertész                                                         | 1. místo ve skupině E ve 3. lize |
| Verona             | Verona      | Stadio Marcantonio Bentegodi          | János Vanicsek                                                       | 9. místo v Serii B               |
| Vigevano           | Vigevano    | Campo Sportivo di Vigevano            | Leopoldo Conti                                                       | 1. místo ve skupině B ve 3. lize |

## Tabulka
| Poř. | Tým                | Z  | V  | R  | P  | VG | OG | B  |
| ---- | ------------------ | -- | -- | -- | -- | -- | -- | -- |
| 1.   | Novara             | 32 | 16 | 11 | 5  | 57 | 23 | 43 |
| 1.   | Modena             | 32 | 18 | 7  | 7  | 54 | 32 | 43 |
| 3.   | Alessandria        | 32 | 18 | 7  | 7  | 62 | 34 | 43 |
| 4.   | Padova             | 32 | 18 | 4  | 10 | 49 | 33 | 40 |
| 5.   | Anconitana-Bianchi | 32 | 15 | 8  | 9  | 44 | 31 | 38 |
| 6.   | Pisa               | 32 | 15 | 7  | 10 | 54 | 51 | 37 |
| 7.   | Palermo            | 32 | 15 | 5  | 12 | 46 | 43 | 35 |
| 8.   | Benátky            | 32 | 13 | 9  | 10 | 49 | 47 | 35 |
| 9.   | Sanremese          | 32 | 13 | 8  | 11 | 42 | 37 | 34 |
| 10.  | Verona             | 32 | 12 | 9  | 11 | 37 | 31 | 33 |
| 11.  | Pro Vercelli       | 32 | 13 | 6  | 13 | 54 | 40 | 32 |
| 12.  | Vigevano           | 32 | 9  | 12 | 11 | 33 | 39 | 30 |
| 13.  | Spezia             | 32 | 9  | 8  | 15 | 34 | 47 | 26 |
| 14.  | Brescia            | 32 | 7  | 7  | 18 | 30 | 47 | 21 |
| 15.  | Cremonese          | 32 | 6  | 9  | 17 | 28 | 50 | 21 |
| 16.  | Taranto            | 32 | 6  | 6  | 20 | 24 | 64 | 18 |
| 17.  | Messina (-1 bod)   | 32 | 4  | 7  | 21 | 27 | 75 | 14 |

Poznámky
- Z = Odehrané zápasy; V = Vítězství; R = Remízy; P = Prohry; VG = Vstřelené góly; OG = Obdržené góly; B = Body
- za výhru 2 body, za remízu 1 bod, za prohru 0 bodů.
- při rovnosti bodů rozhodoval rozdíl mezi vstřelených a obdržených branek.
- kluby Novara, Modena a Alessandria hrály mezi sebou o postup.

|  | Postup do Serie A |
|  | Sestup do Serie C |

### O postup
| 1. zápas 12. červen 1938 | Modena | 3 – 0 | Alessandria | Milán |  |  |
|                          |        |       |             |       |  |  |
|                          |        |       |             |       |  |  |

| 2. zápas 19. červen 1938 | Novara | 3 – 2 | Alessandria | Turín |  |  |
|                          |        |       |             |       |  |  |
|                          |        |       |             |       |  |  |

| 3. zápas 26. červen 1938 | Modena | se neodehrál | Novara | Brescia |  |  |
|                          |        |              |        |         |  |  |
|                          |        |              |        |         |  |  |

- Klub Alessandria prohrál oba své zápasy a tak se další zápas nemusel konat, protože bylo jasné že do nejvyšší ligy postoupí oba vítězné kluby.